# Terzo pianeta
Terzo pianeta è stato un programma televisivo di divulgazione scientifica e culturale condotto dal geologo Mario Tozzi, andato in onda nella prima serata del sabato su Rai 3 nel periodo 2007-2008.
Si trattava dell'evoluzione del precedente programma Gaia - Il pianeta che vive, anch'esso scritto e condotto da Tozzi. Come già avvenuto per Gaia, il programma ha anche un'edizione ridotta, Pianeta files.
Gli argomenti vanno dalla natura, con particolare interesse alla geologia, alla storia e alle indagini su di essa, ad argomenti ambientali e riguardanti la scienza e le attività umane in relazione ad essa. La messa in onda si è interrotta nel 2008.